# Чотири ступені жорстокості

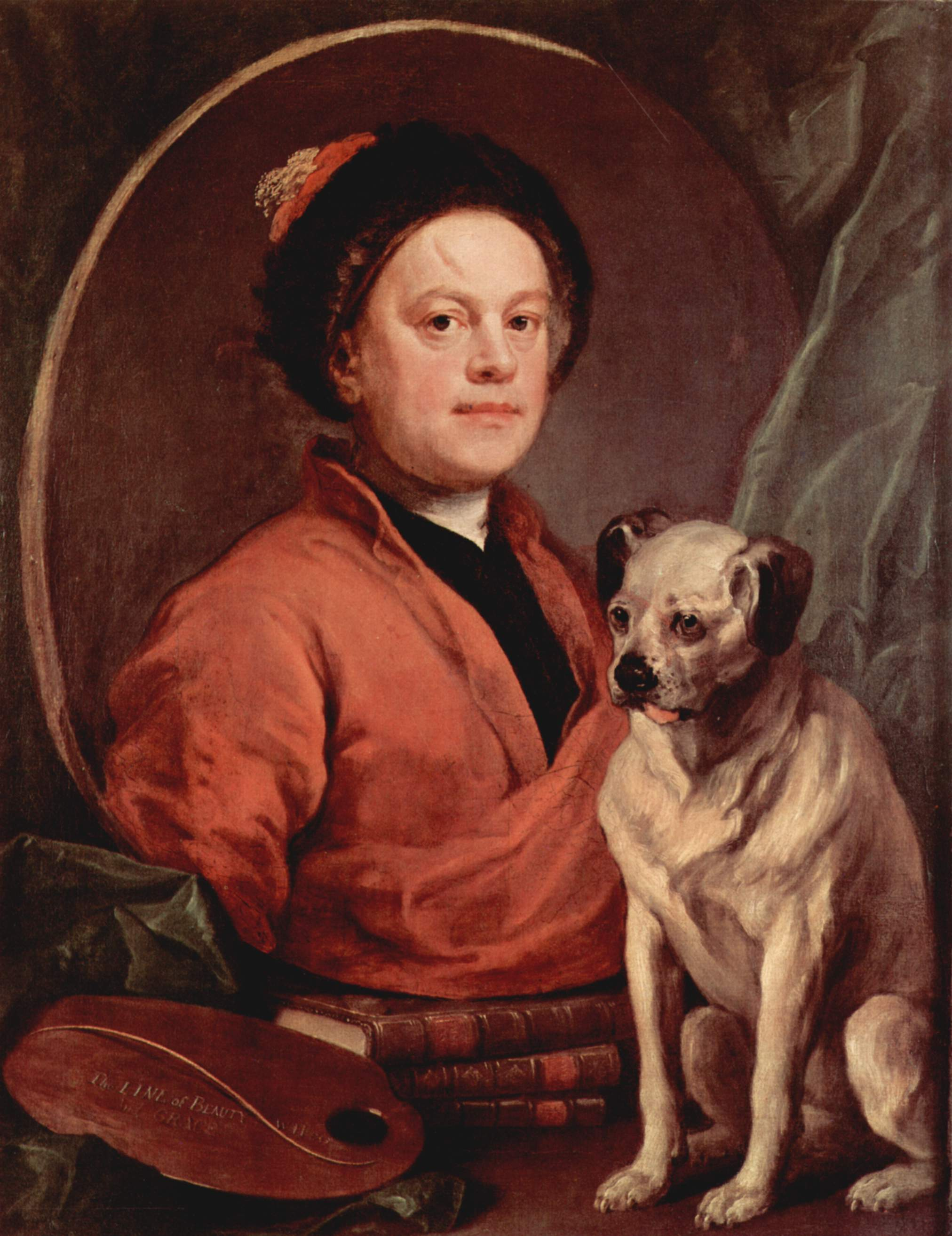
Вільям Хогарт. Автопортрет, 1745

«Чотири ступені жорстокості» (також «Чотири стадії жорстокості», «Чотири сцени жорстокості», «Чотири ниви жорстокості», «Ступені жорстокості»; англ. The Four Stages of Cruelty) — серія з чотирьох гравюр, опублікованих британським художником Вільямом Хогартом 1751 року. Кожна з гравюр зображує сцену з життя вигаданого персонажа Тома Нерона (Tom Nero).
У «Першій стадії жорстокості» юний Нерон катує собаку; у «Другій стадії жорстокості», вже бувши дорослим чоловіком, він б'є свого коня, а в «Цілковитій жорстокості» він грабує, спокушає і вбиває. Нарешті, у «Відплаті за жорстокість» його тіло після страти на шибениці віддають хірургам, які препарують його в анатомічному театрі, — Хогарт попереджає про неминучість відплати для усіх, хто встав на шлях злочину.
Гравюри задумані як моралізаторська настанова; Хогарт був стурбований жорстокістю на вулицях Лондона, що стала буденною справою. Серія друкувалася на дешевому папері і призначалася насамперед для нижчих верств населення. Хогарт, бажаючи досягти найсильнішої дії на глядача, в цій серії гравюр, на відміну від інших своїх творів, відмовився від гумористичного пом'якшення сюжетів. Проте, як і інші його роботи, гравюри містять безліч цікавих деталей і тонких алюзій.

## Історія
Подібно до інших гравюр Хогарта (наприклад, «Пивної вулиці»), «Чотири стадії жорстокості» були випущені з виховною метою. У цій серії гравюр демонструється легкість, з якою жорстока дитина перетворюється на закоренілого злочинця. Хогарт прагнув привернути увагу до варварського поводження з тваринами, «сам вигляд яких на вулицях нашої столиці тривожить кожен чутливий розум» (англ. that barbarous treatment of animals, the very sight of which renders the streets of our metropolis so distressing to every feeling mind). Хогарт любив тварин, на автопортреті 1745 року він зображував себе зі своїм мопсом, біля будинку художника в Чизіку були влаштовані могили його вихованців — собак і птахів.
Художник навмисно відмовився від зайвої деталізації зображення на гравюрах, оскільки хотів, щоб вони були зрозумілі для «людей нижчого класу», які побачать їх на стінах майстерень і таверн. Детальне опрацювання і друк хорошої якості зробили б гравюри занадто дорогими для тих, кому вони призначалися насамперед. Хогарт вважав, що жирна, експресивна лінія може бути дуже виразна, відмічаючи, що «велика точність малюнка або детальне промальовування були зовсім не такі вже й потрібні».
Щоб переконатися, що відбитки будуть доступні за ціною простому люду, Хогарт спочатку замовив виконання ксилографії різьбяреві по дереву Дж. Белу (J. Bell). Вартість роботи виявилася такою високою, що були вирізані тільки останні дві з чотирьох гравюр, а відбитки не продавалися. Замість цього Хогарт сам виконав гравюри і давав оголошення про їх публікацію (разом з «Пивною вулицею» і «Провулком джину») в London Evening Post впродовж трьох днів, з 14 по 16 лютого 1751 року. Гравюри вийшли 21 лютого 1751 року; кожна з них супроводжувалася повчальним коментарем, написаним превелебним Джеймсом Таунлі (James Townley), другом Хогарта.
Разом з попередніми гравюрами, такими як «Наполегливість і лінощі», відбитки на «звичайному» папері продавалися по 1 шилінгу за лист (6,70 фунтів стерлінгів у цінах 2011 року), тобто досить дешево, щоб прості люди змогли придбати ці повчальні твори. Були випущені і відбитки високої якості для колекціонерів на «чудовому» папері за ціною 1 шилінг 6 пенсів (близько 10 фунтів стерлінгів на 2011 рік).
Відбитки виконаних Беллом третьої і четвертої гравюр помічені більш ранньою датою — 1 січня 1750 року. Повторно їх віддрукував 1790 року Джон Бойделл, ці відбитки є нині рідкістю[a].
Після створення серії Хогарт більше не звертався до гравюри.

## Гравюри

### Перша стадія жорстокості
На першій з гравюр Том Нерон, чиє ім'я — відсилання до римського імператора або стягнення до «не герой» (Nero — no hero), за допомогою інших хлопчиків вставляє стрілу собаці в пряму кишку — ці тортури повторюють муку грішника в «Спокусах святого Антонія» Жака Калло. Значок з ініціалом на плечі його вицвілого і рваного пальта вказує, що він вчиться у благодійній школі району Сент-Джайлс. Цей сумнозвісний район нетрів є місцем дії багатьох робіт Хогарта, у тому числі «Провулка джину» і «Півдня» (з серії «Чотири пори доби»).
Добрий хлопчик, ймовірно, хазяїн собаки, пропонує Тому їжу і просить його натомість перестати мучити тварину. В ролі доброго хлопчика, ймовірно, зображений молодий Георг III.
Пізніше принцеса Уельська разом з Георгом очолила підписний лист хогартовської серії «Вибори». На відміну від похмурих потворних хуліганів, хазяїн собаки благовидний. Текст, що супроводжує картину (приводиться нелітературний переклад):
|  | Поки різні Видовища розважального Горя Дитяча Раса практикує, І кровоточивість Жертв у муках показала, Тирана у Хлопчику. Дивіться! Юнак з добрим Серцем Щоб позбавити від болю Істоту Візьми! кричить, Пиріг у мене, Але Сльози і Пиріг даремні. Учіться за цим яскравим Прикладом - Ви, Кого дикі Забави захоплюють, Який огидний вигляд має Жорстокість, Тоді як Милість зачаровує погляд. Оригінальний текст (англ.) While various Scenes of sportive Woe, The Infant Race employ, And tortur’d Victims bleeding shew, The Tyrant in the Boy. Behold! a Youth of gentler Heart, To spare the Creature’s pain, O take, he cries—take all my Tart, But Tears and Tart are vain. Learn from this fair Example—You Whom savage Sports delight, How Cruelty disgusts the view, While Pity charms the sight. |

Два хлопчики вгорі праворуч від Нерона випалюють птахові очі смолоскипом, що горить; хлопчики в нижній частині гравюри закидають півня (ймовірно, це натяк на ворожнечу з французами, а також вказівку на те, що дія відбувається у традиційний для таких забав з півнями день, в Жирний вівторок). Ще один персонаж прив'язує до хвоста собаки кістку так, щоб вона не могла її дістати; пара кішок, що б'ються, підвішена за хвости, група хлопчиків дражнить їх.
У нижньому лівому кутку на кішку нацькували собаку, а на далекому плані картини ще одну кішку з прив'язаними до неї пухирями викидають з вікна верхнього поверху. Ім'я Тома Нерона написано під зображенням повішеного (його малює крейдою один з хлопчиків) — це пророцтво долі головного персонажа. Відсутність парафіяльних офіцерів, які повинні стежити за дітьми, — докір з боку Хогарта.
Художник був згоден з Генрі Філдингом у тому, що однією з причин зростання злочинності був поганий нагляд за бідняками: парафіяльні офіцери занадто часто були зацікавлені у своїй посаді тільки задля соціального статусу і грошей, які та могла принести.
Під текстом вказується авторство: «Створене В. Хогартом, опубліковано згідно з Парламентським актом від 1 лютого 1751 року» (Designed by W. Hogarth, Published according to Act of Parliament. Feb. 1. 1751). Цей акт — «Закон про авторські права на гравюри» 1734 року. Багато ранніх робіт Хогарта друкувалися у великих кількостях без його контролю або виплати авторських винагород, тому він заради дотримання своїх інтересів закликав друзів з Парламенту Великої Британії ухвалити закон про захист прав граверів.
Хогарт був такий наполегливий в проведенні закону через Парламент, що той став знаний як «Закон Хогарта» (Hogarth Act).

### Друга стадія жорстокості

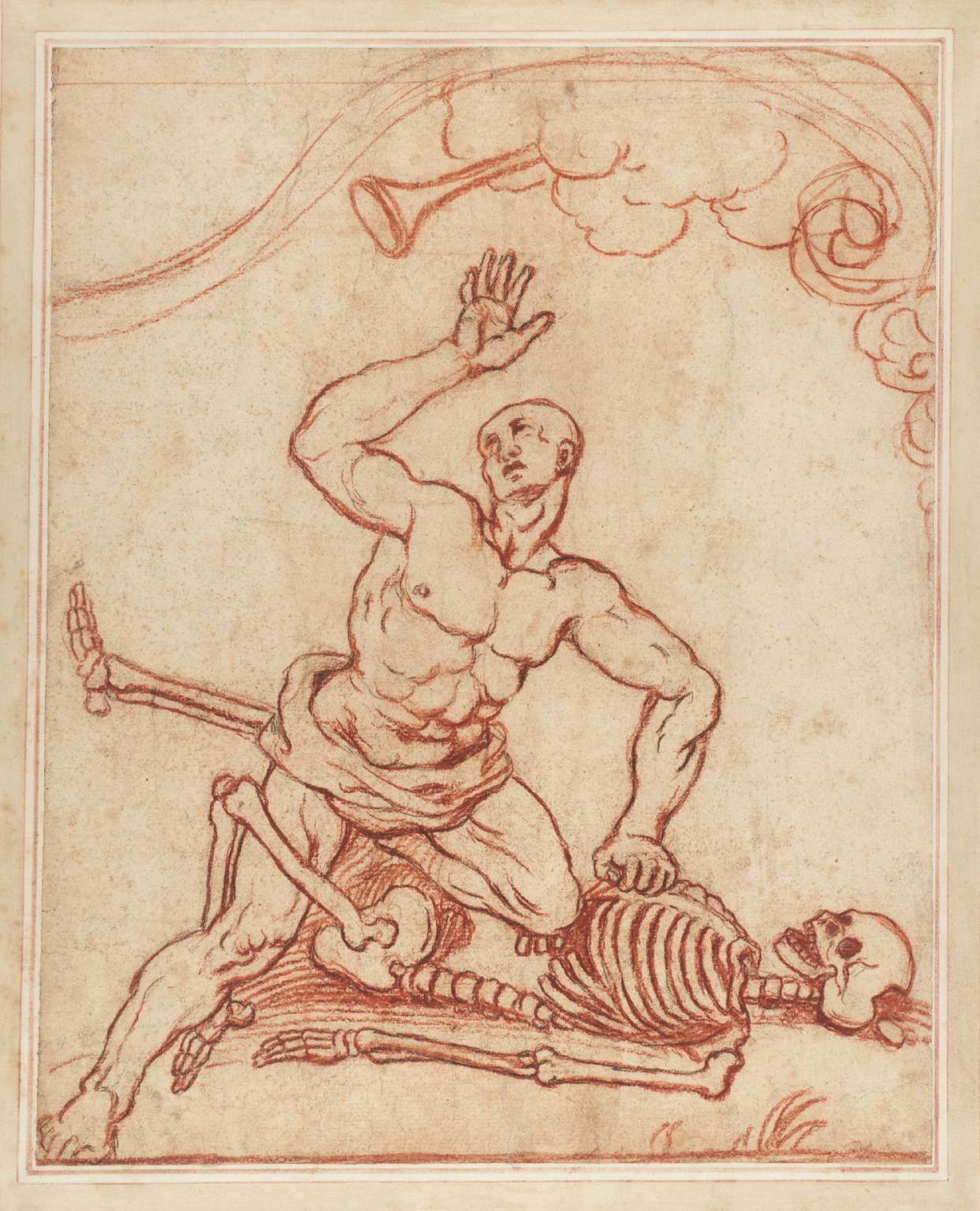
Джордж Тейлор тріумфує над смертю

На другій гравюрі — сцена біля Таві Інн Гейт (цю назву іноді з іронією пишуть як Thieves Inn Gate, «ворота злодійського кубла»), одного з готелів канцелярії, де зупинялися члени асоціації юристів Лондона. Том Нерон виріс і став найманим кучером. Його кінь, змучений роками важкої роботи і жорстоким поводженням, впав, зламав ногу і розбив віз. Том побив коня так сильно, що вибив йому око.
Хогарт зображує чотирьох огрядних адвокатів, що намагаються вибратись з воза. Ймовірно, це карикатури на відомих у той час юристів, проте ідентифікувати їх неможливо. Тут же можна побачити, як пастух до смерті забиває ягня, переобтяженого осла б'ють по крупу, а розлючений бик підкидає одного зі своїх мучителів.
|  | Славний Кінь у поважному Віці Без сил під ношею лежить. Як гірко бачити гнів його Хазяїна Коли сама Природа Сил вже не дає. Ніжне ягня загнане й ослабле Б'ється безсило. Вибекує свою безневинну скаргу І вмирає від ударів. Нелюдяний Негідник! скажи, звідки приходить Ця боязка Жорстокість ця? Що Цікавого у цих варварських діяннях? Що за Радість від Нещастя? Оригінальний текст (англ.) The generous Steed in hoary Age, Subdu’d by Labour lies; And mourns a cruel Master’s rage, While Nature Strength denies. The tender Lamb o’er drove and faint, Amidst expiring Throws; Bleats forth it’s innocent complaint And dies beneath the Blows. Inhuman Wretch! say whence proceeds This coward Cruelty? What Int’rest springs from barb’rous deeds? What Joy from Misery? |

Жорстокість до тварин змінюється жорстокістю до людей; візник спить, не помічаючи, що з його бочки виливається на бруківку пиво, а його підвода давить хлопчика що грається. Плакати на задньому плані рекламують півнячі бої та бокс, що ще більше підкреслює атмосферу безвиході. Згідно з написом на одному з плакатів, боксерський поєдинок повинен відбутися в амфітеатрі Бротон, місці, відомому грубістю розваг. Його заснував «батько кулачного бою», Джек Бротон. За правилами того часу учасники боїв билися з прив'язаною до підлоги лівою ногою.
Перемога присуджувалась тому, чиї рани визнавалися менш серйозними. На плакаті видно імена учасників боксерських поєдинків — Джеймс Філд, повішений за два тижні до випуску гравюр (він фігурує у фінальній картині серії), і Джордж «Цирульник» Тейлор. Останній, колишній чемпіон Англії, зазнав поразки від Бротона і вийшов на пенсію 1750 року. Після смерті Тейлора 1757 року Хогарт зробив ряд малюнків, що зображували його боротьбу зі смертю, — ймовірно, для надгробка[b].
Так само, як і в першій гравюрі, лише одну людину торкає вигляд мук тварини. Зліва від Нерона зображений перехожий, що записує номер візника, щоб повідомити про його поведінку.

### Цілковита жорстокість

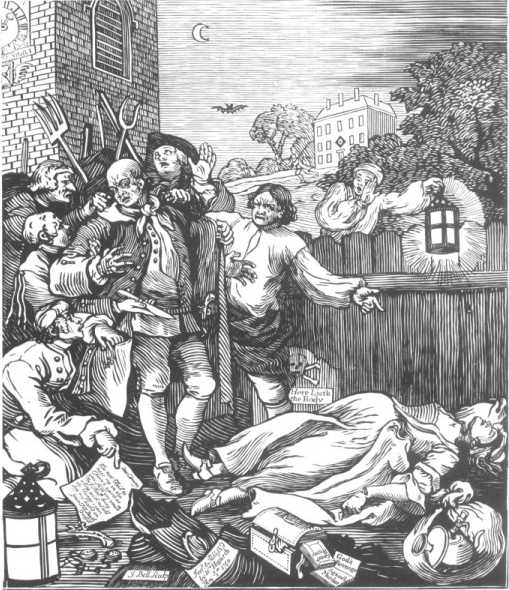
Відбиток Белла

До часу третьої сцени Том Нерон пройшов шлях від жорстокого поводження з тваринами до крадіжки і вбивства. Він підбурив свою вагітну коханку Енн Гілл (Ann Gill) пограбувати її хазяйку і бігти. Зустрівши Енн, Нерон вбиває її з особливою жорстокістю: зап'ясток і вказівний палець жертви майже відірвані, шия глибоко розрізала. Її скринька[c] і вкрадені нею товари валяються поряд з дівчиною на землі.
На книзі, яка разом з молитовником випала зі скриньки, написано «Бог мстить за вбивство», майже відірваний палець Енн вказує на ці слова. Жінка, що обшукує кишені Нерона, виявляє пістолети і безліч кишенькових годинників — свідоцтво про те, що він перетворився на розбійника (як Том Ідл в «Наполегливості і лінощах»), і лист від Енн, який говорить :
|  | Дорогий Томмі Моя хазяйка була для мене найкращою з жінок, і моя совість часто ударяє мене в обличчя, коли я думаю про те, що обдурила її; та все ж я вирішила довіритися тілом і душею, щоб зробити все так, як ви хотіли того від мене, так що не пропустите ж зустріч зі мною, про яку ви говорили, оскільки я принесу з собою усі речі, які тільки зможу захопити. Сьогодення немає; але я залишаюся ваша до самої смерті. Енн Гілл. Оригінальний текст (англ.) Dear Tommy My mistress has been the best of women to me, and my conscience flies in my face as often as I think of wronging her; yet I am resolved to venture body and soul to do as you would have me, so do not fail to meet me as you said you would, for I will bring along with me all the things I can lay my hands on. So no more at present; but I remain yours till death. Ann Gill. |

Правопис досконалий, що для дівчини того часу і з такого середовища, мабуть, нереально, але Хогарт навмисно уникає всього, що могло б здатися в сцені смішним. Лист адресований «To Thos Nero at Pinne…».Рональд Полсон бачить паралелі між забитим до смерті ягням в другій з гравюр і беззахисною дівчиною, убитою тут. Під сценою розташований текст, згідно з яким Нерон якщо й не кається, то, в усякому разі, уражений своїми діями (наведений нелітературний переклад) :
|  | За беззаконною любов'ю, що одного разу зраджена Незабаром слідують Злочин за Злочином: Спокусилась незабаром Крадіжкою, і Діва Від свого Обману стікає кров'ю. Так знай, Спокусник! навіть Ніч При усій її соболиній чорноті Хмар Не може приховати грішну Справу; Про брудне Вбивство кричить. Зяють Рани, скривавлена сталь, Від шоку його Душа тремтить: Але Ох! ті Муки, що повинні відчувати його Груди Коли Смерть задзвонить у Дзвін. Оригінальний текст (англ.) To lawless Love when once betray’d. Soon Crime to Crime succeeds: At length beguil’d to Theft, the Maid By her Beguiler bleeds. Yet learn, seducing Man! nor Night, With all its sable Cloud, can screen the guilty Deed from sight; Foul Murder cries aloud. The gaping Wounds and bloodstain’d steel, Now shock his trembling Soul: But Oh! what Pangs his Breast must feel, When Death his Knell shall toll. |

Різні деталі гравюри покликані посилити похмуру атмосферу: вбивство сталося на кладовищі, можливо, в Сент-Панкрасі, або, за припущенням Джона Айрленда — в Мерілебоні; пролітають сова і кажан; місяць освітлює місце злочину; годинник б'є чаклунську годину. Побудова композиції схожа з «Арештом Христа» Антоніса ван Дейка. Серед тих, хто оточує Тома, знову знаходиться самотній добрий самарянин: з виразом жалю на обличчі він звертається до небес.
На гравюрі Белла Тома показано з вільними руками. Є відмінності в тексті листа; деякі предмети, наприклад, ліхтар і книга, більшого розміру і зображені набагато простіше; кущі не підстрижені, відсутній персонаж зліва від Тома.

### Відплата за жорстокість

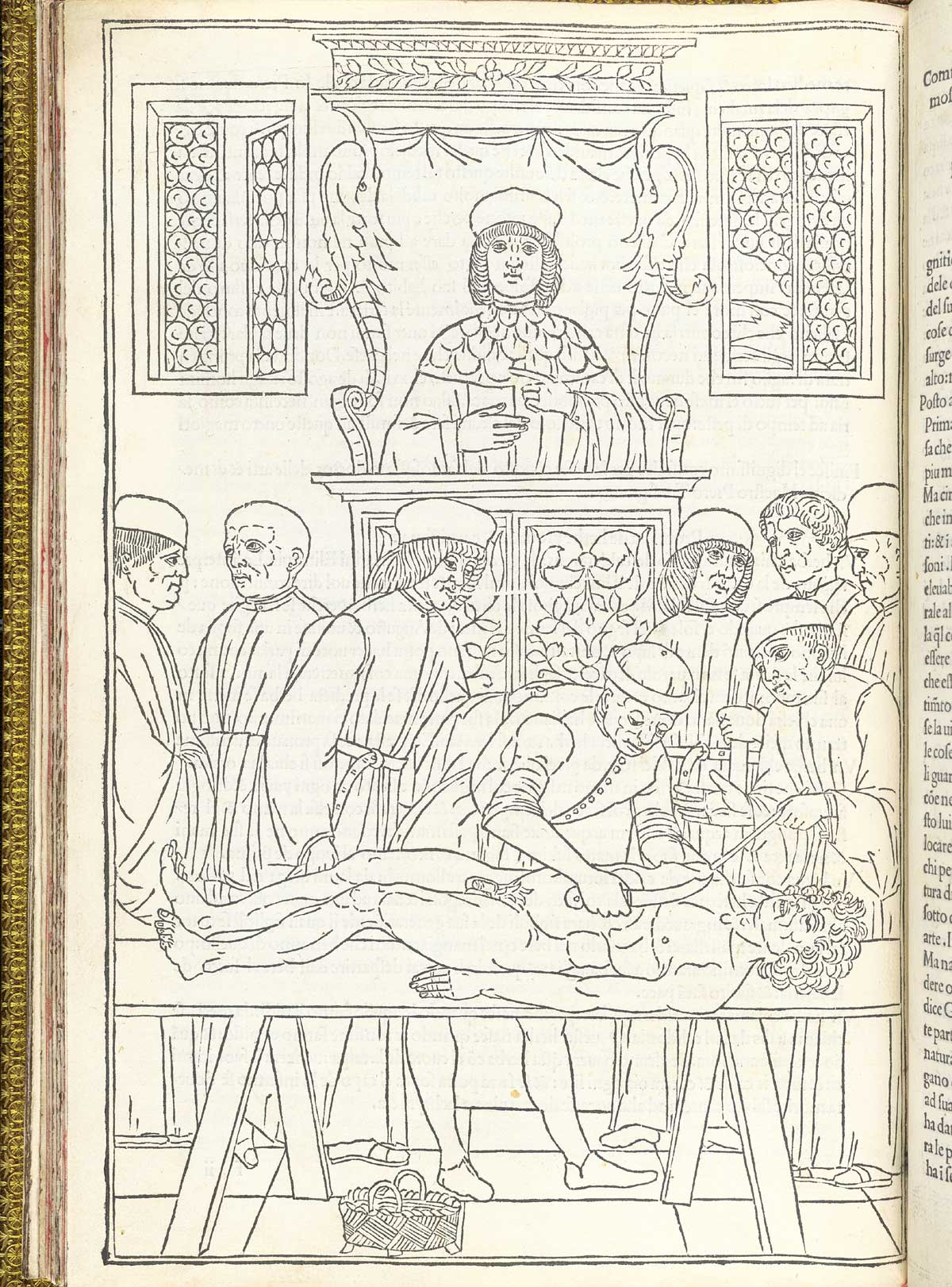
Композиція четвертої гравюри серії схожа з композицією цієї гравюри на дереві (1495)

Засудженого Нерона, визнаного винним у вбивстві, повісили, а його тіло піддали ганебному процесу публічного розтину. Згідно з прийнятим через рік після виходу гравюр «Законом про вбивць» (1752), органи злочинця могли надаватися хірургам для вивчення. Вважалося, що ця обставина разом з відмовою в похованні буде додатковим чинником що стримує. В той час, коли Хогарт працював над серією гравюр, передача органів убивць не була закріплена законодавчо, проте хірурги іноді отримували тіла для досліджень.
Тома Нерона можна впізнати за татуюванням на руці. Мотузок, який все ще висить на шиї, вказує на спосіб страти. Прозектори, чиї серця загартовані довгими роками роботи з трупами, такі ж байдужі до Нерона, наскільки він був байдужий до своїх жертв. У Нерона виймають око, що в гравюрі є нагадуванням про те, що кінь втратив око з його вини, а собака їсть його серце — це відплата за жорстокість, яку він проявляв ще хлопчиком. Обличчя Нерона спотворене від болю.
Цю неправдоподібну деталь Хогарт додав, щоб справити враження на глядача. Палець Тома зігнутий так само, як палець Ені в попередній сцені; він вказує на кістки, що варяться, — така ж участь чекає і на тіло Нерона.
Поки хірурги працюють з тілом під наглядом ученого у квадратній академічній шапочці, лікарі, яких можна упізнати за перуками і тростинами, не звертаючи уваги на процес, жваво розмовляють один з одним. Чоловік, що сидить у кріслі в центрі картини, — Джон Фреке, який був у той час президентом Англійського королівського хірургічного коледжу[d]. Відомо, що 1749 року Фреке виступав проти розтину тіла засудженого змовника Босаверна Пенлеза.
Якщо не брати до уваги надмірно захопливого процесу розтину тіла і киплячих in situ кісток, картина передає дійсний перебіг подібної процедури.
Ліворуч і справа на далекому плані стоять два скелети. Написи над ними вказують, що один з них — скелет Джеймса Філда, боксера, ім'я якого можна бачити на другій гравюрі серії, а інший — скелет Маклейна, сумнозвісного розбійника. Обоє вони були повішені незадовго до публікації відбитків (Маклейн — 1750 року, а Філд — 1751). Скелети нібито вказують один на одного. Напис над скелетом Філда, що знаходиться ліворуч, в останню хвилину міг бути зміненим на «GENTL HARRY» (Молодий джентльмен Гаррі), прізвисько Генрі Сіммса. Він був засуджений за розбій і страчений 1747 року. Мотив самотньої доброї людини зберігається і в цій, останній, гравюрі — один з учених вказує на скелет Джеймса Филда: це неминучий кінець того, хто встане на шлях жорстокості.
Композиція сцени — пастиш за мотивами ілюстрації з фронтисписа підручника Андреаса Везалія «Про будову людського тіла» і, можливо, Quack Physicians' Hall (близько 1730 року) голландського художника Эгберта ван Хеемскерка, що жив у Англії. Роботами останнього захоплювався Хогарт. Можливо, джерелом натхнення могла бути гравюра 1495 року Fasciculus Medicinae Йоханнеса де Кетхама, яка простіша за композицією, але має схожість з гравюрою Хогарта.
Під відбитком розташовані наступні слова слова:
|  | Дивись на страшну ганьбу Злодія! Сама Смерть не може закінчитись. Він не знаходить мирного Місця для поховання, Його закляклий Труп, ні, друже. Вирваний з Корнем той злий Язик, Що кожен день лаявся і проклинав! Вирвані з Очниць ті Очі, Що блистіли беззаконною хіттю! Його Серце знаходиться перед допитливими очима, Для Жалоби немає скарг; О жах! З його Кісток підніметься Пам'ятник його Ганьбі. Оригінальний текст (англ.) Behold the Villain’s dire disgrace! Not Death itself can end. He finds no peaceful Burial-Place, His breathless Corse, no friend. Torn from the Root, that wicked Tongue, Which daily swore and curst! Those Eyeballs from their Sockets wrung, That glow’d with lawless Lust! His Heart expos’d to prying Eyes, To Pity has no claim; But, dreadful! from his Bones shall rise, His Monument of Shame. |

## Критика
Хогарт був дуже задоволений результатом. European Magazine повідомляв, що він сказав торговцеві з Корнхілла (містерові Сивілу, Sewell):
|  | Немає такої частини моєї роботи, якою я гордився б і від якої відчував би таке ж щастя, як від серії "Чотири стадії жорстокості", тому що я вірю, що її випуск стримає диявольський дух варварства до простої худобини, який, на мій жаль, колись був так поширений в цій країні. Оригінальний текст (англ.) [.there is no part of my works of which I am so proud, and in which I now feel so happy, as in the series of The Four Stages of Cruelty because I believe the publication of theme has checked the diabolical spirit of barbarity to the brute creation which, I am sorry to say, was once so prevalent in this country.] Помилка: [undefined] Помилка: {{Lang}}: немає тексту (допомога): текст вже має курсивний шрифт (допомога) |

У своїй незавершеній роботі Apology for Painters Хогарт відмічав:
|  | Я б вважав за найкраще, якби жорстокість могла бути зупинена чотирма гравюрами, бути творцем їх, ніж картонів Рафаеля, інакше я жив би в римсько-католицькій країні. Оригінальний текст (англ.) I had rather, if cruelty has been prevented by the four prints, be the maker of them than the [Raphael] cartoons, unless I lived in a Roman Catholic country. |

На думку Михайла Германа, ці слова — самовтіха, оскільки особливого успіху на «рафаелевському» шляху Хогарт не мав.
У своїй книзі «Шекспір і його часи» (1817 рік) Натан Дрейк пояснює включення сцени закидання півнів у першу гравюру бажанням художника змінити відношення публіки до цієї забави, звичайної в ті часи, і спонукати чиновників прийняти жорсткішу позицію відносно її любителів. Велика частина критиків прийняла серію прохолодно.
Чарльз Лем вважав серію карикатурною, не гідною бути прийнятою в ряд робіт Хогарта і такою що претендує лише на звання твору з «примхливим гумором», зазвичай художникові не властивим. Мистецтвознавець Аллан Каннінгем різко відізвався про серію:
|  | Я хотів би, щоб вона ніколи не була намальована. Звичайно, є велика майстерність в композиції і глибоке знання характерів; але увесь результат грубий, жорстокий і огидний. Дикий хлопчик перетворюється на дикого чоловіка, і робить кар'єру в жорстокості і нарузі жорстоким вбивством, за яке він був повішений і розчленований. Оригінальний текст (англ.) I wish it had never been painted. There is indeed great skill in the grouping, and profound knowledge of character; but the whole effect is gross, brutal and revolting. A savage boy grows into a savage man, and concludes a career of cruelty and outrage by an atrocious murder, for which he is hanged and dissected. |

На думку Джені Аглоу, фігура хлопчика з картини Джозефа Райта «Експеримент з птахом в повітряному насосі» перекликається з фігурою з останньою з гравюр «Чотирьох стадій жорстокості» (хлопчик, що вказує на скелет ліворуч).
Розтини вбивць припинились з ухваленням Закону про анатомію 1832 року, більшість тортур тварин були заборонені Законом про жорстокість до тварин 1835 року. З середини XIX століття «Чотири стадії жорстокості» розглядалися як зображення епізодів з минулого, хоча й здійснювали на глядача досить сильний емоційний вплив, що властиво і для сучасної публіки.